# Erromenus
Erromenus (лат. , от др.-греч. ἐρρωμένος «сильный, энергичный, решительный») — род наездников из семейства Ichneumonidae (подсемейство Tryphoninae).

## Распространение
Род насчитывает 35 видов. Распространены в Голарктике.

## Описание
Мелкие наездники, в длину достигают не более 8 мм. Тело короткое и плотное. Длина переднего крыла 3,3—7,0 мм.

## Экология
Представители рода — паразиты галлообразующих пилильщиков подсемейства Nematinae.

## Список видов
Некоторые виды рода:
- Erromenus alpestrator Aubert, 1969
- Erromenus alpinator Aubert, 1969
- Erromenus analis Brischke, 1871
- Erromenus annulicornis Strobl, 1903
- Erromenus bibulus Kasparyan, 1973
- Erromenus brunnicans Gravenhorst, 1829
- Erromenus calcator Müller, 1776
- Erromenus defectivus Brischke, 1892
- Erromenus discretus Szépligeti, 1899
- Erromenus hamatus Kasparyan, 1971
- Erromenus junior Thunberg, 1822
- Erromenus lacunosus Kasparyan, 1973
- Erromenus melanonotus Gravenhorst, 1829
- Erromenus melanotus Gravenhorst, 1829
- Erromenus plebejus Woldstedt, 1877
- Erromenus punctatus Woldstedt, 1878
- Erromenus punctulatus Holmgren, 1855
- Erromenus tarsator Aubert, 1969
- Erromenus terebrellator Aubert, 1969
- Erromenus zonarius Gravenhorst, 1820